# Bergerac (AOC)
Pour les articles homonymes, voir Bergerac.
Le bergerac est un vin français qui bénéficie d'une appellation d'origine contrôlée française du vignoble du Sud-Ouest. Il existe au sein de l'appellation une mention plus qualitative nommée côtes-de-bergerac avec des conditions de productions plus draconiennes. 
C'est aussi une appellation générique au sein du vignoble de Bergerac. Certaines zones peuvent prétendre aux AOC locales plus restrictives que sont monbazillac, montravel, côtes-de-montravel, haut-montravel, pécharmant, rosette et saussignac.

## Histoire
L'appellation d'origine contrôlée a été reconnue le 11 septembre 1936. 

## Situation

### Aire géographique
L'appellation bergerac se trouve au sud du département de la Dordogne, plus particulièrement l'arrondissement de Bergerac.

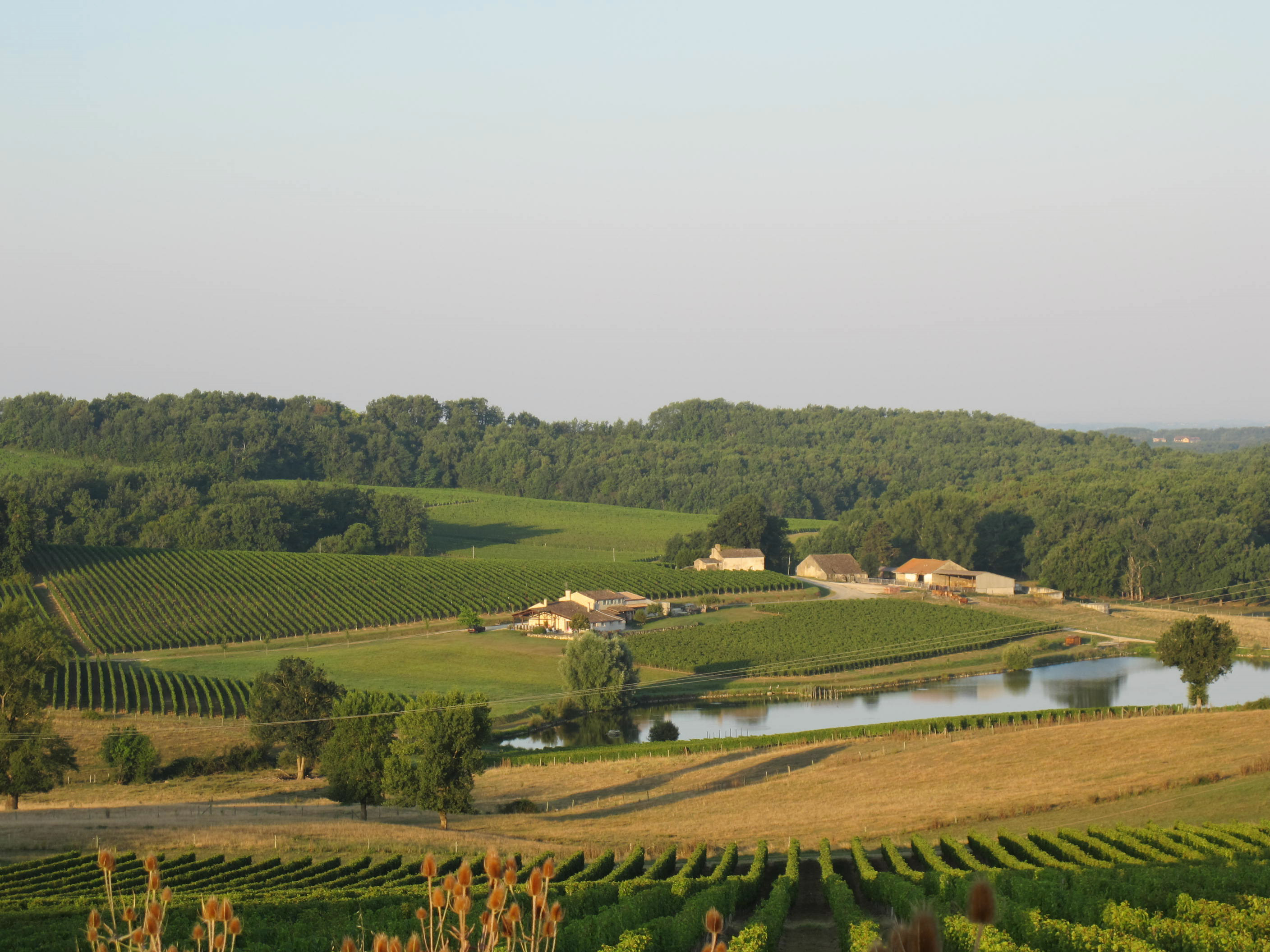
Vignoble du château Pique-Sègue à Port-Sainte-Foy-et-Ponchapt.

Elle concerne les communes suivantes : Baneuil, Bergerac, Boisse, Bonneville-et-Saint-Avit-de-Fumadières, Bouniagues, Campsegret, Carsac-de-Gurson, Colombier, Conne-de-Labarde, Cours-de-Pile, Creysse, Cunèges, Eymet, Faurilles, Flaugeac, Le Fleix, Fonroque, La Force, Fougueyrolles, Fraisse, Gageac-et-Rouillac, Gardonne, Ginestet, Issigeac, Lalinde, Lamonzie-Saint-Martin, Lamothe-Montravel, Lanquais, Les Lèches, Lembras, Lunas, Maurens, Mescoules, Minzac, Monbazillac, Monestier, Monfaucon, Monmadalès, Monmarvès, Monsaguel, Montazeau, Montcaret, Montpeyroux, Mouleydier, Moulin-Neuf, Nastringues, Naussannes, Nojals-et-Clotte, Plaisance, Pomport, Port-Sainte-Foy-et-Ponchapt, Prigonrieux, Queyssac, Rampieux, Razac-d'Eymet, Razac-de-Saussignac, Ribagnac, Rouffignac-de-Sigoulès, Sadillac, Saint-Agne, Saint-Antoine-de-Breuilh, Saint-Aubin-de-Cadelech, Saint-Aubin-de-Lanquais, Saint-Capraise-d'Eymet, Saint-Cernin-de-Labarde, Saint-Germain-et-Mons, Saint-Géry, Saint-Julien-d'Eymet, Saint-Laurent-des-Vignes, Saint-Léon-d'Issigeac, Saint-Martin-de-Gurçon, Saint-Méard-de-Gurçon, Saint-Michel-de-Montaigne, Saint-Nexans, Saint-Perdoux, Saint-Pierre-d'Eyraud, Saint-Rémy, Saint-Sauveur, Saint-Seurin-de-Prats, Saint-Vivien, Sainte-Eulalie-d'Eymet, Sainte-Innocence, Saussignac, Serres-et-Montguyard, Sigoulès, Singleyrac, Thénac, Vélines, Verdon et Villefranche-de-Lonchat.

### Orographie et géologie
La nature des sols reflète l'étendue du vignoble.
Le calcaire lacustre de la roche-mère du sud-est donne un sol brun avec des cailloux calcaires. L'épaisseur est variable.
Au nord de la rivière Dordogne, la roche mère est constituée de sables et argiles à graviers; elles donnent des sols bruns délavés acides avec une accumulation de minéraux en profondeur créant un horizon imperméable appelé « tran ».
Au sud-ouest, des boulbènes constituées de sables et limons lessivés donne un sol pauvre parfois battant. 
À l'ouest, une roche mère calcaire d'origine marine, donne des sols bruns à cailloux calcaires. Ce sont les mêmes sols que ceux des appellations de l'est de la Gironde (saint-émilion, côtes-de-castillon, côtes-de-franc…)
De part et d'autre de la Dordogne, le cours d'eau a déposé des alluvions de graviers au cours du quaternaire en terrasses. Ce sont des sols acides et peu fertiles, bien draînants.

### Climatologie
La région bénéficie d'un climat océanique tempéré. (Voir climatologie du vignoble de Bergerac)
La multiplicité des configurations liée au relief, aux cours d'eau et aux expositions crée un grand nombre de climats locaux et microclimats. Cette variété explique aussi la variété des vins : rouge, rosé blanc sec, blanc moelleux, blanc liquoreux.

## Le vignoble

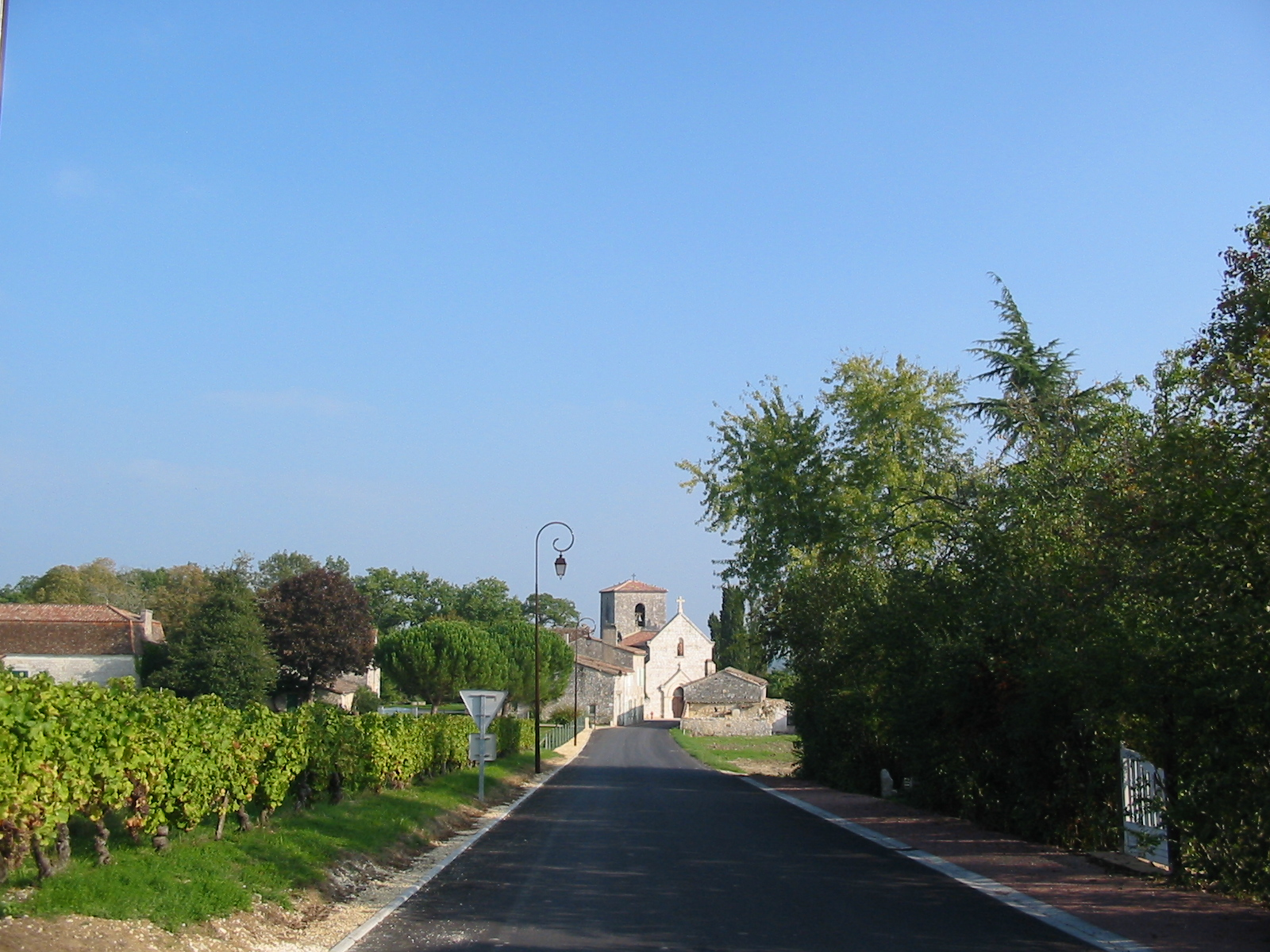
Vigne à Rouffignac-de-Sigoulès.

### Encépagement

#### Cépages rouges
Les cépages principaux sont le cabernet-franc N, le cabernet-sauvignon N, le Côt N et le merlot N. Les cépages complémentaires sont le fer servadou N et le mérille N, localement appelé « périgord noir ».
Les cépages complémentaires sont limités à 25 % de l'encépagement et aucun cépage principal ne peut dépasser 65 % de l'encépagement de l'exploitation.

#### Cépages blancs
Les cépages principaux sont la muscadelle B, le sauvignon blanc B et gris G et le sémillon B. L'ugni blanc B est complémentaire et le chenin B et l'ondenc B sont accessoires. 
La proportion des cépages principaux ensemble doit être d'au moins 75 % de l'encépagement. L'ugni blanc est limité à 25 % et doit être moins important que l'ensemble des deux sauvignons. Les cépages accessoires sont limités à 20 %.

### Conduite de la vigne

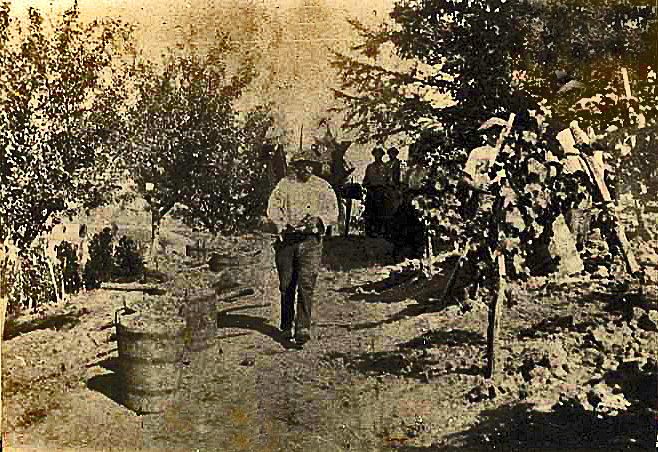
Vignes sur échalas vers 1880 à Port-Sainte-Foy.

La densité de plantation est de 4 000 pieds par hectare, l'écartement entre rangs est de 2,5 mètres au maximum et l'écartement entre ceps dans le rang doit être d'au moins 0,80 mètre.
La taille de la vigne se fait en guyot, cordon de Royat ou à cots. (nom local de la taille en gobelet) Le nombre d'yeux francs (rameaux porteurs de grappe) est limité à 16 par pied de vigne et à 60 000 par hectare.
La vigne ne peut être considérée à l'abandon. Le palissage doit porter le feuillage à une hauteur d'au moins 0,6 fois l'écartement. Le taux de ceps morts ou manquants est limité à 20 %. Au-delà de cette limite, le rendement de la parcelle en est amputé d'autant. Le viticulteur entretient le sol sous les vignes en utilisant des herbicides ou en tondant l'herbe. Le travail du sol n'est qu'anecdotique. Les vignes sont protégées des maladies cryptogamiques par des traitements contre l'oïdium, le mildiou, l'excoriose…

### Récolte
Le raisin doit être récolté mûr. Ce stade est décelé par le viticulteur en dégustant les grains de raisin  et en mesurant le taux de sucre. 
| Couleur des vins | Richesse en sucre | titre alcoométrique |
| ---------------- | ----------------- | ------------------- |
| Vins rosés       | 170 g/l           | 10,5 % vol.         |
| Vins rouges      | 189 g/l           | 11 % vol.           |
| Vins blancs      | 170 g/l           | 10,5 % vol.         |

Le rendement à la parcelle est limité à 10 000 kg à la parcelle pour les vignes de raisin rouge et 10 500 kg pour les vignes à raisin blanc. Une fois vinifié, ce rendement correspond à 60 hl/ha pour les vins rouges, 62 hl/ha pour les vins rosés et 67 hl/ha pour les vins blancs.
Les raisins sont majoritairement récoltés à la machine à vendanger. Le cahier des charges interdit les bennes à vendange autovidantes par pompe à palette et les pressoirs à vis de faible diamètre.

### Vinification
Les raisins rouges peuvent ou non passer par l'éraflage et le foulage, selon le choix du vinificateur; ils sont ensuite mis à macérer en cuve pendant la fermentation alcoolique. Elle est assez courte pour les bergerac, plus prolongée pour les côtes-de-bergerac. Après la fermentation malolactique, le vinificateur effectue les assemblages entre cuves et entre cépages. Par la dégustation, il marie les qualités et défauts de chacun pour trouver les combinaisons optimales qui correspondent à ses cuvées. L'assemblage doit comporter au moins deux cépages principaux et l'ensemble des cépages principaux doit être d'au moins 50 %.
Les vins blancs sont récoltés le matin pour profiter de la fraîcheur de leur température. À l'arrivée au chai de la vendange, le raisin peut subir une macération pelliculaire pour augmenter l'extraction des arômes. Après pressurage, le moût est levuré et la fermentation alcoolique se déroule à température maitrisée par un groupe de réfrigération. Généralement, la fermentation malolactique n'est pas recherchée, la vivacité due à l'acide malique apportant un plus au vin. Avant l'élevage du vin, les différents cépages sont assemblés selon les mêmes proportions que pour les vins rouges.
Les vins rosés sont produits soit par pressurage direct de la vendange jusqu'à obtention de la couleur désirée, soit par saignée d'une cuve de macération pour les vins rouges (prélèvement d'une partie du jus après une macération dont la durée varie selon la vitesse de coloration) Le moût est mis à fermenter dans les mêmes conditions que le vin blanc. En fin de fermentation, ils peuvent garder un peu de sucre non fermenté. Ce dernier donne de la rondeur au vin.

### Mesures analytiques
| Couleur     | Sucres fermentescibles | titre alcoométrique minimum | Titre alcoométrique maximum après enrichissement | Acide malique                                   |
| ----------- | ---------------------- | --------------------------- | ------------------------------------------------ | ----------------------------------------------- |
| Vins rosés  | 10 g/l                 | 10,5 % vol.                 | 13 % vol.                                        | Pas de norme                                    |
| Vins rouges | 3 g/l                  | 11 % vol.                   | 13,5 % vol.                                      | ≤ 0,4 g/l (fermentation malolactique effectuée) |
| Vins blancs | 3 g/l                  | 10,5 % vol.                 | 13 % vol.                                        | Pas de norme                                    |

## Dégustation, accords mets et vins et garde

### Bergerac rouge
Le Bergerac rouge est un vin rouge intense, souple et fruité. (fraise, cassis, fruits rouges) Comme la plupart des appellations de par le monde, les vins rouge de Bergerac peuvent être des vins de fruit à boire assez rapidement. Ils peuvent proposer des vins de garde pour les cuvées plus complexes.  Les vignerons de Bergerac ont mis en place une démarche de production qualitative, bien que leur image soit masquée par l’importance de l’appellation Bordeaux. Son potentiel garde est de 3 ans à 15 ans.

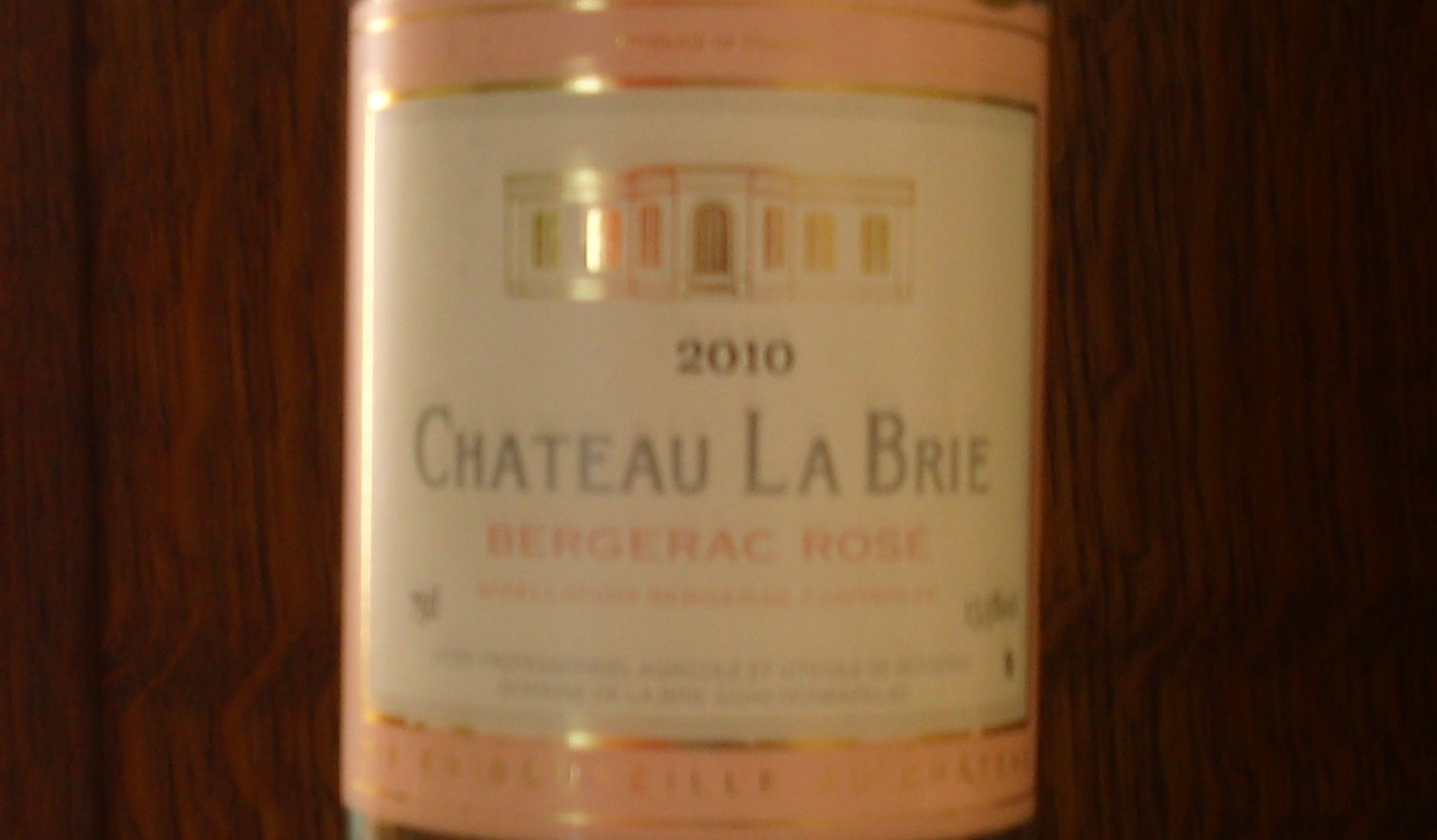
Étiquette de Bergerac.
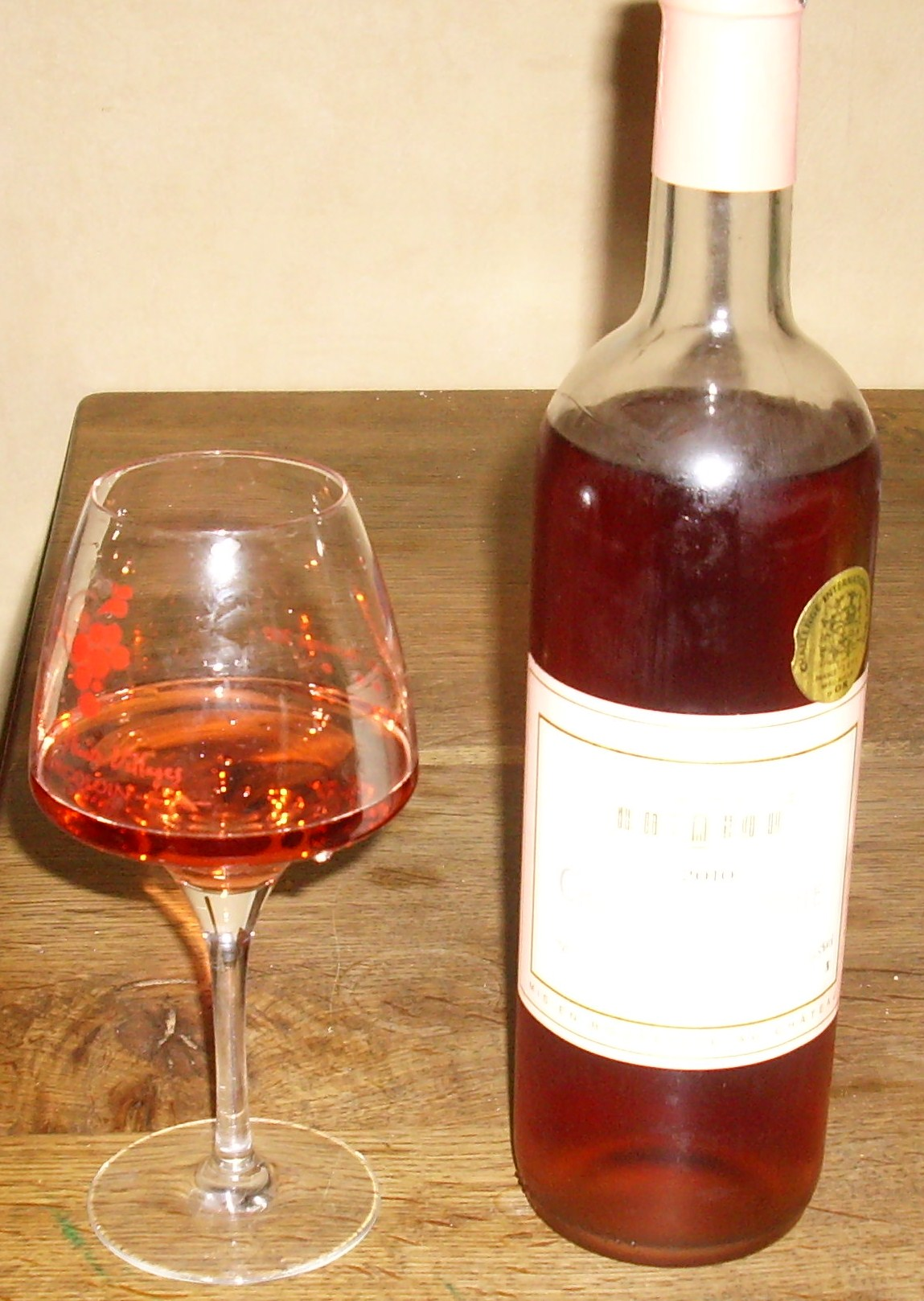
Bouteille et verre de Bergerac rosé.

### Bergerac rosé
La production est récente, pour répondre à une demande du marché. Ce sont des vins de couleur saumon plus ou moins pâles, fruités, à boire rapidement. Ce sont des vins de soif et d'été qui conviennent bien aux repas de grillade, de l'apéritif au dessert.

### Bergerac blanc sec
La palette gustative est vaste, comme celle des terroirs. Ce sont des vins vifs et frais. Leur association est bonne avec des crustacés, des poissons grillés ou des fromages de chèvre frais. Certains blancs complexes sont également produits en Bergerac, proposant des évolutions dans le temps, une complexité aromatique, un gras en bouche équilibré par l’acidité.

## Production
En 2005, la surface en cépages rouges était de 6 934 hectare, pour un volume de production de 348 565 hectolitres. Cette production venait de 977 opérateurs dont 961 viticulteurs. Les vinificateurs étaient 533; ils se répartissaient entre 517 caves particulières, 11 caves coopératives et 5 négociants. Selon les années et les évolutions du marché, la ventilation entre Bergerac rouge, Bergerac rosé, et premières côtes de Bergerac est variable.
En 2005, la surface en cépages blancs était de 1 373 hectare pour un volume de 82 282 hectolitres. Cette production venait de 447 opérateurs dont 536 viticulteurs. Les vinificateur étaient 281 ; ils se répartissaient entre 270 caves particulières, 7 caves coopératives et 4 négociants. Selon les années et les évolutions du marché, la ventilation entre Bergerac sec et côtes-de-Bergerac blanc est variable.
- Les rouges (59 % de la production)
- Les blancs (39 % de la production)
- Les rosés (2 % de la production)